# Edwige Djedjemel
Edwige Renée Djedjemel, née le 28 octobre 1988 à Yopougon, est une joueuse internationale de basket-ball de Côte d'Ivoire.

## Clubs
- CSA Treichville

## Palmarès
- Championne de Côte d'Ivoire en 2009, 2012 et 2013
- Vice-championne de Côte d'Ivoire en 2006, 2007, 2008 et 2015
- Vainqueur de la Coupe de Côte d'Ivoire en 2007, 2008 et 2009
- Vainqueur de la Supercoupe de Côte d'Ivoire en 2007, 2008 et 2009